# Rhinolophus inops
Rhinolophus inops (K. Andersen, 1905) è un Pipistrello della famiglia dei Rinolofidi endemico delle Filippine.

## Descrizione

### Dimensioni
Pipistrello di medie dimensioni, con la lunghezza totale tra 76 e 93 mm, la lunghezza dell'avambraccio tra 49 e 57 mm, la lunghezza della coda tra 18 e 27 mm, la lunghezza del piede tra 12 e 18 mm, la lunghezza delle orecchie tra 22 e 28 mm e un peso fino a 18 g.

### Aspetto
Le parti dorsali variano dal marrone scuro al bruno-rossastro mentre le parti ventrali sono leggermente più chiare in alcuni individui. Le orecchie sono grandi. La foglia nasale presenta una lancetta lunga e con i bordi diritti, un processo connettivo con il profilo fortemente arcuato e coperto di setole, una sella ovale e con i lati quasi paralleli. La porzione anteriore è larga e copre completamente il muso. La coda è lunga ed inclusa completamente nell'ampio uropatagio. Il primo premolare superiore è situato lungo la linea alveolare.

## Biologia

### Comportamento
Si rifugia all'interno di grotte dove forma colonie numerose insieme a Rhinolophus arcuatus e Rhinolophus virgo.

### Alimentazione
Si nutre di insetti.

### Riproduzione
Le femmine danno alla luce un piccolo alla volta.

## Distribuzione e habitat
Questa specie è diffusa nelle Isole Filippine: Biliran, Provincia di Camiguin, Catanduanes, Cebu, Leyte, Luzon, Mindanao, Mindoro, Negros, Polillo e Samar.
Vive nelle foreste primarie, secondarie e montane fino a 2.250 metri di altitudine.

## Conservazione
La IUCN Red List, considerato il vasto areale e la presenza in diverse aree protette, sebbene la popolazione delle pianure sia in declino a causa della deforestazione, classifica R.inops come specie a rischio minimo (Least Concern)).